# Antonio Attanasio
Antonio Attanasio (Napoli, 2 gennaio 1950 – San Martino Valle Caudina, 28 dicembre 1982) è stato un nuotatore italiano.

## Carriera
Eccellente  farfallista con la preferenza per la distanza dei 100 metri, in cui è stato più volte campione italiano, sia in vasca lunga che corta, nonché campione di staffetta. È stato convocato in nazionale agli europei del 1966 di Utrecht, ma ha fatto la sua miglior prestazione durante i Giochi olimpici del 1968 a Città del Messico arrivando in semifinale nei 100 m delfino. Tra il 1967 e il 1968 ha stabilito diversi primati italiani nei 100 m farfalla, distanza in cui era in competizione per il record con Giampiero Fossati, suo compagno alla Canottieri Napoli. Vanta un record di 1'00"0 in batteria ai giochi olimpici del 1968. In vasca corta ha un miglior tempo (non si parlava ancora di primati italiani) di 58"9 stabilito a Milano ai campionati italiani primaverili del 1968.
Divenuto in seguito insegnante ISEF, è morto nel 1982 per un incidente stradale.

## Riconoscimenti
- Nel giugno del 2010 il Comitato Civico "Bagnoli: punto e a capo" gli ha intitolato un trofeo di nuoto a Bagnoli[2], quartiere di Napoli di cui è originario.
- Il 15 marzo 2011, su proposta dello stesso comitato, i giardini antistanti l'Università Federico II di Napoli in Via Nuova Agnano sono stati intitolati ad Antonio Attanasio[3].

## Palmarès
| Giochi olimpici                | 100 m farfalla           | 4×100 m mista                              |
| 1968 Città del Messico Messico | el. in semifinale 1'00"3 | elim. in batteria - 4'10"3 delfino: 1'00"8 |
| Campionati europei             | 200 m farfalla           | ---                                        |
| 1966 Utrecht Paesi Bassi       | 9º in semifinale 2'17"0  | ---                                        |

Altri risultati
- 3º criterium internazionale giovanile, Barcellona, 21-22 agosto 1965[4]

100 m farfalla: oro, 1'03"0, primato italiano ragazzi
- 2ª semana preolimpica, Città del Messico, 13-16 ottobre 1966[5][6]

200 m farfalla: Bronzo, 2'19"6

### Campionati italiani
5 titoli individuali e 2 in staffette, così ripartiti:
- 5 nei 100 m farfalla
- 2 nella staffetta 4×200 m stile libero

| Anno | Edizione    | delfino 100 m | delfino 200 m | st.libero 4×100 m | st.libero 4×200 m | mista 4×100 m |
| ---- | ----------- | ------------- | ------------- | ----------------- | ----------------- | ------------- |
| 1965 | Estivi      | 3             | 3             | -                 | -                 | -             |
| 1966 | Primaverili | 2             | 3             | -                 | -                 | -             |
| 1966 | Estivi      | -             | 2             | -                 | 1                 | -             |
| 1967 | Primaverili | 2             | 2             | -                 | -                 | -             |
| 1967 | Estivi      | 1             | -             | 3                 | -                 | -             |
| 1968 | Primaverili | 1             | 3             | -                 | -                 | -             |
| 1968 | Estivi      | 1             | 3             | 3                 | 2                 | -             |
| 1969 | Estivi      | 1             | 3             | -                 | 1                 | -             |
| 1970 | Primaverili | 1             | 2             | 3                 | -                 | -             |
| 1970 | Estivi      | 2             | -             | -                 | -                 | 3             |
| 1972 | Primaverili | 3             | -             | -                 | -                 | -             |